# Cleruchus brevipennis
Cleruchus brevipennis är en stekelart som beskrevs av Dmitriy Alekseevich Ogloblin 1940. Cleruchus brevipennis ingår i släktet Cleruchus och familjen dvärgsteklar. Inga underarter finns listade i Catalogue of Life.